# Gare de Sakamachi
La gare de Sakamachi (坂町駅, Sakamachi-eki) est une gare ferroviaire de la ville de Murakami, dans la préfecture de Niigata au Japon. Elle est exploitée par la compagnie JR East.

## Situation ferroviaire
Sakamachi est située au point kilométrique (PK) 48,0 de la ligne principale Uetsu. Elle marque la fin de la ligne Yonesaka.

## Histoire
La gare a ouvert le 1er novembre 1914.

## Service des voyageurs

### Accueil
La gare dispose d'un bâtiment voyageurs, avec guichets, ouvert tous les jours.

### Desserte
- Ligne Yonesaka :
  - voies 1, 3 et 4 : direction Oguni et Yonezawa
- Ligne principale Uetsu :
  - voie 2 : direction Shibata, Niitsu et Niigata
  - voie 3 : direction Sakata et Akita